# ESPANIX
ESpanix es una organización española sin ánimo de lucro que gestiona y mantiene un punto neutro de telecomunicaciones a nivel nacional.
Cada ISP asociado es responsable de la instalación, mantenimiento, y correcto funcionamiento del medio de acceso y el enrutador necesarios para la conexión a Espanix. Además, todos los socios se encuentran sujetos a políticas de buena conducta, no pudiendo realizar acciones que se consideren ilegales o que vayan en detrimento del uso del punto neutro por parte de otros proveedores y calidad, teniendo, entre otras, la obligación de no exceder en un 5% el número de paquetes perdidos durante dos meses consecutivos. 
La infraestructura física de Espanix está en el Centro de procesamiento de datos propietario de ESpanix (antiguo CPD de Banesto) totalmente remodelado, en Madrid, donde cuenta con un Datacenter de 2.000 metros cuadrados, y 8 Mw de potencia. La Sociedad Gestora del Nodo Neutro ESpanix S.L. es la empresa encargada del soporte técnico y la gestión de la infraestructura común a todos los socios.

## Evolución
- 1997: Las conversaciones para constituir el Nodo Neutro empiezan en 1996 y es el 13 de mayo cuando se constituye Espanix por iniciativa de la Asociación de Usuarios de Internet, con la participación de seis empresas que estuvieron representadas. Se acuerda el alojo de la sede de la asociación, a través de un contrato de servicios, en Banesto y se instalan los dos primeros switches (Catalyst 2912 XL 10/100), colocando dos operadores por rack.
- 1998: La empresa Business Allianz es contratada para la gestión de Espanix. Pedro Sainz Cristóbal se convierte en su responsable y se establece la primera cuota de 1.360.000 pesetas anuales. En este momento la conmutación se realiza a una velocidad de 10 Mb/s
- 1999: En este año el número de miembros asciende a nueve.
- 2000: Se instala una nueva plataforma de conmutación (Cabletron Matrix E7) y se firma un nuevo contrato de alojamiento con Eurociber que duplica espacio y aumenta las prestaciones.
- 2001: Se amplia el contrato de gestión de Business Allianz, incorporándose como gerente Cristóbal López Cañas. Durante este año también se nombra miembro de la asociación a RedIRIS, en reconocimiento al apoyo prestado en la creación de Espanix.
- 2002: Espanix se convierte en el quinto nodo de Europa en cuanto a tráfico, 4Gb/s.
- 2003: Espanix y la compañía ISC implementan un mirror de un servidor raíz en las instalaciones del nodo[2] y el tráfico llega a los 10Gb/s.
- 2004: Se ponen operativos enlaces 10G en matriz de conmutación de la asociación y se instala una segunda pareja de switches (Cisco 6513) con tarjetas de 10Gb.[3]
- 2005: Se configura una nueva plataforma de comunicación, resultante de unir mediante un enlace de 10Gb los switches anteriores con una nueva pareja (Cisco 6509), que sustituyen a la pareja inicial.
- 2006: Espanix y el NAP de las Américas acuerdan establecer un punto de acceso a Espanix. En este año el tráfico conmutado llega a los 70Gb/s. Espanix se convierte en el tercer nodo de Europa por tráfico intercambiado.[4]
- 2009: ESpanix e Interxion acuerdan establecer un PAR (Punto de Acceso Remoto) de ESpanix.
- 2014: ESpanix triplica su capacidad en Interxion.[5]
- 2016: ITConic se convierte en PAR (Punto de Acceso Remoto) de ESpanix.
- 2017: Colt se convierte en datacenter PAR y el NAP de las Américas deja de serlo.
- 2018: ESpanix con un tráfico de 500Gb, actualiza sus switches de la red troncal y escoge a Coriant para instalar los nuevos Groove G30..[6]
- 2019: Se aprueba en la junta realizada que el primero puerto de 1Gb de los miembros sea gratuito.
- 2020: Espanix alcanza 1 Tb/seg de tráfico conmutado.[7]
- 2022: ESpanix instala infraestructura en Data4. [8]
- 2023: ESpanix lanza el servicio de sincronización temporal.[9]
- 2024: ESpanix alcanza la cifra de 2Tb/seg de tráfico conmutado. [10]
- 2025: ESpanix actualiza su red a 400G con Nokla. [11]

En la actualidad Espanix cuenta con 180 socios.